# Euchalcia cashmirensis
Euchalcia cashmirensis là một loài bướm đêm trong họ Noctuidae.